# San Fernando (Kalifornien)
San Fernando ist eine Stadt im Los Angeles County im US-Bundesstaat Kalifornien. Das U.S. Census Bureau hat bei der Volkszählung 2020 eine Einwohnerzahl von 23.946 ermittelt.
Die Stadt wurde nach der nahe gelegenen Mission San Fernando Rey de España benannt und ist mittlerweile völlig von der Stadt Los Angeles mit den Stadtteilen Sylmar im Norden, Lake View Terrace im Osten, Pacoima im Süden und Mission Hills im Westen umgeben. San Fernando wird durch die Freeways (Autobahnen) Golden State, Foothill, Ronald Reagan und San Diego an den überörtlichen Verkehr angebunden. Außerdem gibt es über die Antelope Valley Line des Vorortzugsystems Metrolink (Los Angeles) eine Anbindung im Rahmen des Öffentlichen Nahverkehrs.
Während die meisten Städte im San Fernando Valley um Los Angeles herum der Eingemeindung in den frühen 1910er Jahren zustimmten, widersetzte sich San Fernando diesem Anschluss – nicht zuletzt, weil es über seine ergiebigen Wasservorräte weiterhin selbst bestimmen wollte. Auch nach der Entwicklung zu einer urbaneren Siedlungsform nach dem Zweiten Weltkrieg bestand San Fernando auf seiner Unabhängigkeit.

## Söhne und Töchter der Stadt
- Harold Rhodes (1910–2000), Erfinder des elektronischen Pianos
- Warren Vanders (1930–2009), Schauspieler
- Denny Crum (1937–2023), ehemaliger Basketballtrainer
- Richard Lyon (1939–2019), Ruderer
- James W. Fowler (1940–2015), Theologe
- Mike Post (* 1944), Musikproduzent
- David J. McCloud (1945–1998), Generalleutnant der United States Air Force
- Johnny Legend (* 1948), Rockabilly-Musiker, Filmproduzent, Schauspieler und Wrestling-Promotor
- Jeffery Cotton (1957–2013), Komponist, Schriftsteller und Computer-Programmierer
- Alex Garcia (* 1961), Boxer
- Paula Abdul (* 1962), Choreographin und Pop-Sängerin
- Mike Inez (* 1966), Rockmusiker
- Shannon Chandler (* 1986), Schauspielerin